# زن سیاه‌پوش (فیلم ۲۰۱۲)
زن سیاه‌پوش نام فیلمی ترسناک و دلهره‌آور به کارگردانی جیمز واتکینز و فیلمنامه‌ای از جین گلدمن بر اساس داستانی به همین نام اثر سوزان هیل است. این فیلم محصول شرکت همر فیلم پروداکشنز است. بازیگرانی چون دنیل ردکلیف، کیاران هیندز، جنت مکتیر، سوفی استاکی و لیز وایت در این فیلم ایفای نقش می‌کنند. فیلم زن سیاه‌پوش ابتدا در ۳ فوریهٔ ۲۰۱۲ در آمریکا و کانادا و سپس در ۱۰ فوریهٔ ۲۰۱۲ در بریتانیا بر روی پردهٔ سینماها رفت و نظر مثبت منتقدان را به خود جلب کرد.

## داستان فیلم
در اولین صحنهٔ فیلم در دوران حکومت شاه ادوارد (دوره‌ای از تاریخ پادشاهی بریتانیا ما بین سال‌های ۱۹۰۱ تا ۱۹۱۰) در دهکده‌ای کوچکی در انگلستان سه دختربچه در حالی که مشغول خاله‌بازی هستند، ناگهان به صورت اسرارآمیزی به سمت پنجره می‌روند و به پایین می‌پرند و کشته می‌شوند.
درادامه آرتور کیپس (دنیل ردکلیف)، حقوقدان و پدر یک پسر چهارساله به نام «جوزف» وارد داستان می‌شود. او همسرش را از دست داده‌است و از سوی رییسش برای به دست آوردن اسناد یک عمارت بزرگ (عمارت ال مارش) که برای فروش در نظر گرفته شده، مأمور شده‌است. در ابتدا او مردد است که این کار را بپذیرد یا نه ولی بعداً رییسش او را تهدید به اخراج می‌کند و او را مجبور می‌کند به دهکدهٔ محل عمارت ال مارش برود.
او به محض ورود به دهکده با برخورد سرد اهالی روبرو می‌شود و برای پیدا کردن اتاق برای گذران شب دچار مشکل می‌شود. اما او با شخصی مهربان به نام ساموول دیلی (کیاران هیندز) و همسرش الیزابت (جنت مکتیر) آشنا می‌شود و آن‌ها به آرتور اجازه می‌دهند تا در خانه‌یشان اقامت کند. آرتور با مسئول ثبت اسناد دهکده؛ آقای جروم که با انبوهی از کاغذ مشغول است، ملاقات می‌کند. آقای جروم به آرتور می‌گوید که به لندن برگردد. اما آرتور نمی‌پذیرد و به یک درشکه‌چی رشوه می‌دهد تا او را به عمارت ال مارش ببرد زیرا فکر می‌کند که می‌تواند کارهایش را در آنجا به‌طور کامل انجام دهد. اما در عمارت حواس او با صداهایی عجیب مانند صدای پا پرت می‌شود و در نهایت تصویر مبهم یک زن با لباس سیاه را می‌بیند. سپس آرتور صدای هیاهو می‌شنود و وحشت زده فرار می‌کند تا به درشکه‌چی که منتظرش است برسد. سپس نزد پلیس می‌رود و در حالی که مشغول دادن گزارش حادثه است، سه کودک وارد پاسگاه می‌شوند. دو پسر خواهرشان را که مسموم شده‌است در آغوش گرفته‌اند. آن دختر به سمت آرتور می‌آید و در آغوش او می‌میرد. آن شب ساموول برای آرتور تعریف می‌کند که آن‌ها فرزندشان را از دست داده‌اند. در اثر این یاداوری الیزابت دچار شوک روحی روانی شده، توسط ساموول آرام می‌شود.
فردای آنروز آرتور تصمیم می گرد شب را در عمارت بماند تا کارهایش را تمام کند و در آنجا متوجه نامه‌های رد و بدل شدهٔ بین مالک تازه مرحوم شده عمارت، آلیس درابلو و خواهرش که یک بیمار است به نام، جنت هامفریه (لیز وایت) می‌شود و آن‌ها را بررسی کند. آرتور در نامه می‌خواند که جنت ادعا کرده آلیس پسرش، ناتانییِل را دزدیده‌است؛ و از او می‌خواهد تا پسرش را ببیند. در نامه‌های بعدی آشکار می‌شود ناتانییِل در مرداب‌های اطراف عمارت غرق شده‌است و جنت پیش از خودکشی اظهار کرده که آلیس را مقصر این حادثه می‌داند. ناگهان سر و صدای اسباب بازی‌های کوکی از اتاق ناتانییِل بلند می‌شود. آرتور آنجا می‌رود و روح زن سیاه‌پوش و ناتانییِل غرق در مرداب، را می‌بیند. فردای آنروز آرتور متوجه می‌شود که مرگ کودکان در دهکده ناشی از نفرین جنت هامفریه است، پس از اینکه فرزندش از او گرفته شد. پس از آن الیزابت به آرتور اطلاع می‌دهد که جوزف (پسر آرتور) به همراه پرستارش در حال آمدن به دهکده هستند. آرتور جان پسرش را در خطر می‌بیند و برای از بین بردن نفرین تصمیم می‌گیرد تا با کمک ساموول دوباره ناتانییِل و مادرش را با بیرون کشیدن جسد ناتانییِل از مرداب به هم برساند. آن‌ها موفق می‌شوند و جسد ناتانییِل را درون یکی از اتاق‌های عمارت می‌گذارند. جنت او را روی تخت می‌بیند و به سمتش می‌رود تا چهرهٔ او را ببیند. روح ناتانییِل حرف می‌زند و می‌گوید:نه! تو مادر من نیستی! این موضوع روح جنت را عصبانی می‌کند اما آرتور ظاهراً راضی شده‌است. آن‌ها جسد پسر را در قبر جنت می‌گذارند.
فرداشب آرتور و پسرش جوزف همدیگر را می‌بینند و تصمیم می‌گیرند بلافاصله به لندن برگردند. اما در حالی که آرتور و ساموول مشغول صحبت هستند، جوزف از دست پدرش جدا می‌شود. سپس آرتور متوجه می‌شود پسرش به سمت ریل قطار رفته در حالی که یک قطار از روبرو در حال آمدن است و مشخص می‌شود نفرین هیچگاه برداشته نخواهد شد. آرتور به سمت ریل آهن و قطار در حال آمدن می‌رود تا جوزف را نجات دهد. یکمرتبه قطار عبور می‌کند، آرتور ساموول را صدا می‌کند اما او و پرستار بچه نیستند و اطراف تاریک شده‌است. سپس جوزف در آغوش پدرش می‌پرسد:بابایی اون زنه کیه؟ آرتور یه سمت زن نگاه می‌کند و زنی مو بلوند با لباس سپید می‌بیند که بر روی ریل ایستاده‌است. آرتور لبخندی می‌زند و یه جوزف می‌گوید:اون مامانته! استلا کیپس (مادر جوزف) دست همسرش را می‌گیرد و خانواده در مه و تاریکی ناپدید می‌شوند در حالی که جنت با حسادت به آن‌ها نگاه می‌کند. در لحظهٔ پایان فیلم چهرهٔ زن سیاه‌پوش جنت به سمت بیننده می‌گردد.

## بازیگران
- دنیل ردکلیف در نقش آرتور کیپس، یک حقوقدان جوان
- کیاران هیندز در نقش ساموول دیلی، یکی از زمینداران دهکده
- جنت مکتیر در نقش الیزابت دیلی زن ساموول
- لیز وایت در نقش جنت هامفریه، زن سیاه‌پوش
- راجر آلام در نقش آقای بنتلی، رئیس دفتر محل کار آرتور کیپس
- تیم مکمولان در نقش مأمور دفتر ثبت اسناد دهکده
- جسیکا راین در نقش پرستار جوزف
- دنیل کارکوویرا در نقش ککویک؛ درشکه‌چی
- شاون دولی در نقش ماهیگیر، صاحب مسافرخانهٔ دهکده
- مری استاکلی در نقش زن صاحب مسافرخانهٔ دهکده
- دیوید برک در نقش پاسبان دهکده
- سوفی استاکی در نقش استلا کیپس، همسر آرتور کیپس
- میشا هندلی در نقش جوزف، پسر آرتور
- اویف دوهرتی در نقش لوسی جروم، دختر جروم
- ویکتور مکگویر در نقش جرالد هاردی از اهالی دهکده
- آلکسیا اوزبورن در نقش ویکتوریا هاردی، دختر هاردی
- آلیس خازانووا در نقش خانم دبرالو
- اَشلی فاستر در نقش ناتانییِل دبرالو، پسر زن سیاه‌پوش
- سیدنی جانستون در نقش نیکولاس فرزند، خانوادهٔ دیلی
- مولی هارمون، الیسا واکر رِید و اما شورِی در نقش‌های دختران فیشر

## تولید

### مقدمات

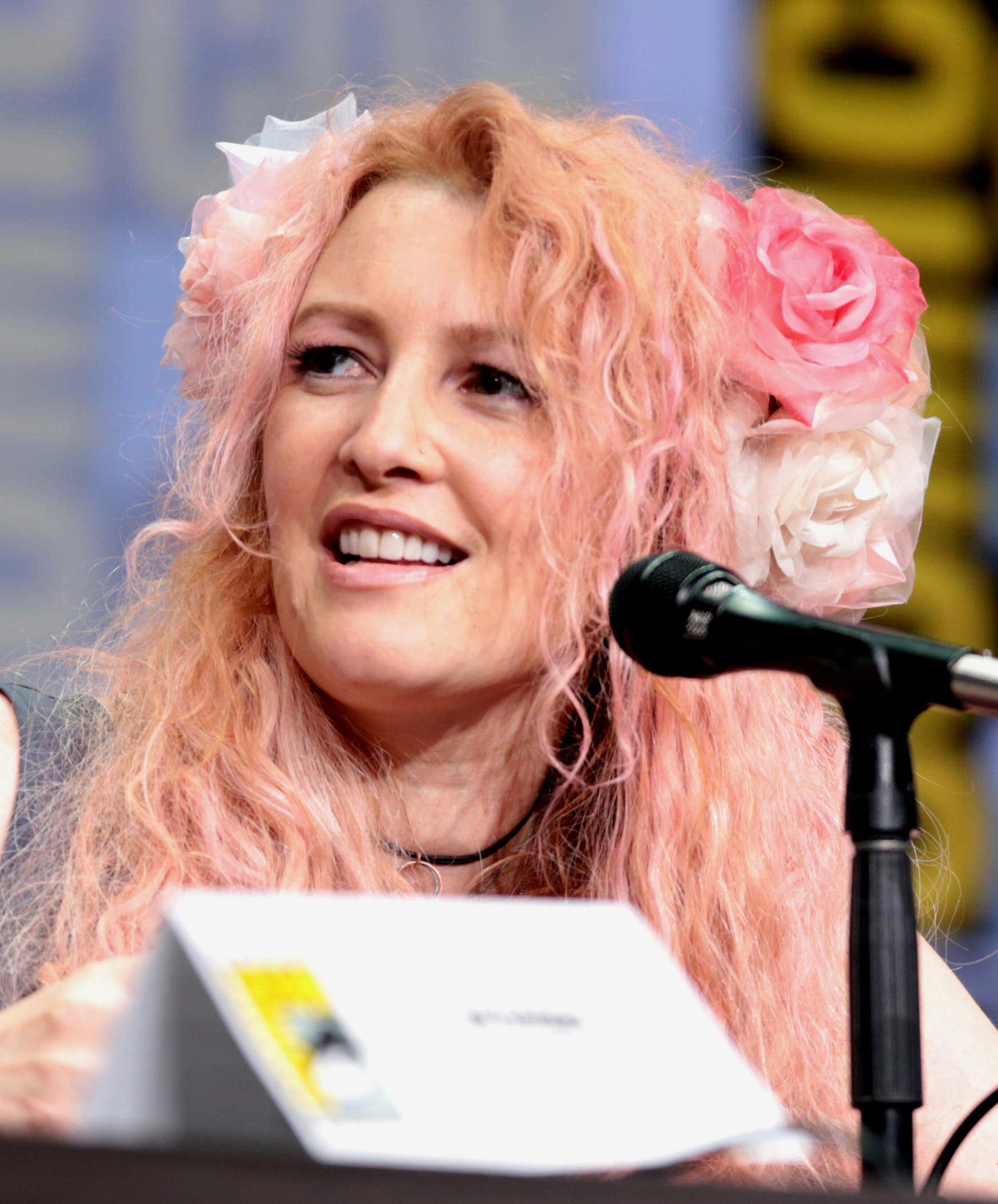
جین گلدمن فیلم‌نامه‌نویس فیلم.

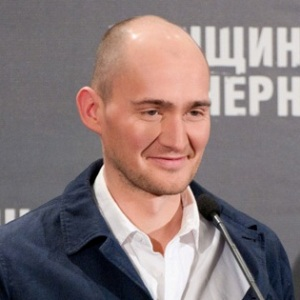
جیمز واتکینز کارگردان فیلم.

ساخت فیلم در سال ۲۰۰۹ اعلام شد و در ۱۸ ژوئیه ۲۰۱۰ اعلام شد که دنیل ردکلیف در نقش آرتور ظاهر خواهد شد. دو ماه بعد کیاران هیندز و جنت مکتیر به فهرست بازیگران افزوده شدند. ردکلیف پیش آغاز فیلمبرداری با یک روان‌شناس ملاقات کرد تا بر نقش آرتور تسلط بیشتری پیدا کند. میشا هندلی که نقش جوزف را ایفا کرد، فرزند تعمیدی ردکلیف می‌باشد.

### فیلم‌برداری
قرار بور این فیلم به صورت سه‌بعدی تولید شود. اما این تصمیم لغو شد. فیلم‌برداری رسماً در ۲۶ سپتامبر ۲۰۱۰ آغاز شد. در اوایل اکتبر فیلمبرداری در برج لِیِر مارنی ادامه یافت و در روز ۴ دسامبر ۲۰۱۰ پایان یافت.

### پس‌تولید
جیمز واتکینز تأیید کرد که فیلم‌برداری تا دسامبر ۲۰۱۰ کامل شد و پس‌تولید تا ژوئیه ۲۰۱۱ به پایان رسید. برای انتشار در بریتانیا تغییراتی برای تطبیق با استانداردهای سینمایی در بریتانیا ایجاد شد. شرکت توزیع‌کننده شش ثانیه از فیلم را قطع کرد و برخه از صحنه‌ها را تاریک کرد و صدای موسیقی متن در برخی صحنه‌ها را کمتر شد. این تغییرها آشکار نیست و تنها با مقایسهٔ نسخهٔ بریتانیایی با نسخهٔ آمریکایی می‌توان دریافت که صحنه‌ای که در آن زن از سقف اتاق بچه‌ها آویخته شده و صحنه‌ای که در آن لوسی جروم خود را به آتش می‌زند، از نسخهٔ بریتانیایی حذف شده‌است.

### موسیقی
مارکو بلترامی آهنگ‌ساز فیلم بود. موسیقی فیلم نظر مثبت منتقدان را جلب کرد و به عنوان بک آلبوم موسیقی فیلم در * توسطسیلویا اسکرین ریکوردز منتشر شد.
| شماره      | نام                               | مدت   |
| ---------- | --------------------------------- | ----- |
| ۱.         | «چای برای سه نفر به علاوهٔ یک نفر» | ۱:۴۰  |
| ۲.         | «زن سیاه‌پوش»                      | ۱:۵۶  |
| ۳.         | «عبور از گذرگاه»                  | ۲:۲۴  |
| ۴.         | «پرداخت تاوان گذشته‌ها»            | ۱:۲۲  |
| ۵.         | «صدایی در ابهام»                  | ۲:۰۰  |
| ۶.         | «سفر شمال»                        | ۲:۵۶  |
| ۷.         | «چشم سرداب»                       | ۲:۴۹  |
| ۸.         | «نخستین مرگ»                      | ۲:۰۰  |
| ۹.         | «اتاق زیر شیروانی»                | ۱:۵۶  |
| ۱۰.        | «در باز می‌شود»                    | ۱:۴۶  |
| ۱۱.        | «کنار آتش»                        | ۲:۳۰  |
| ۱۲.        | «تو باید نجاتش بدهی»              | ۲:۵۸  |
| ۱۳.        | «نوشتهٔ دیوانه‌وار»                 | ۲:۱۶  |
| ۱۴.        | «در گورستان»                      | ۲:۵۶  |
| ۱۵.        | «الهام به الیزابت»                | ۳:۴۰  |
| ۱۶.        | «درون آتش»                        | ۳:۵۷  |
| ۱۷.        | «نامهٔ جنت»                        | ۲:۱۲  |
| ۱۸.        | «یه سوی مرداب»                    | ۲:۱۱  |
| ۱۹.        | «برخاستن از مرداب»                | ۳:۱۳  |
| ۲۰.        | «احضار زن سیاه‌پوش»                | ۴:۲۷  |
| ۲۱.        | «باز دیدار»                       | ۱:۴۲  |
| ۲۲.        | «آرتور»                           | ۲:۴۶  |
| مجموع مدت: | مجموع مدت:                        | ۵۵:۲۴ |

## دنباله
در ۲ آوریل ۲۰۱۲ همر فیلم پروداکشنز اعلام کرد که فیلم دیگری در مضمون این فیلم به نام زن سیاه‌پوش: فرشته مرگ ساخته خواهد شد. فرشته مرگ در سال ۲۰۱۵ اکران شد که موفقیت چندانی کسب کرد.